# Elisabeth Niemann
Elisabeth Niemann (geboren 11. Februar 1932; gestorben am 26. Juni 2018), geboren als Elisabeth Fehlings, war eine deutsche Ärztin. Sie wurde für ihre Aktivitäten im Rahmen der Hilfsorganisationen Ärzte für die Dritte Welt (heute German Doctors e.V.) und Cap Anamur bekannt, wofür sie 2001 mit dem Göttinger Friedenspreis ausgezeichnet wurde.

## Wirken
Elisabeth Niemann absolvierte ihr Medizinstudium an der Georg-August-Universität Göttingen, wo sie 1958 promoviert wurde. Ihre Facharztweiterbildung absolvierte sie am Evangelischen Krankenhaus in Göttingen-Weende, von 1972 bis 2000 arbeitete sie in eigener Praxis als Fachärztin für Allgemeinmedizin in Oldenburg. Ab 1980 wurde sie, motiviert durch einen Aufruf von Franz Alt, für die Organisationen Ärzte für die Dritte Welt (heute German Doctors e.V.) und Cap Anamur tätig. Nach ihren Worten motivierte sie Franz Alt, der „in einer journalistisch hervorragenden Art im Fernsehen über das schreckliche Flüchtlingselend in Somalia [berichtete], bedingt durch die Eskalation des Krieges zwischen Äthiopien und Somalia um den Ogaden.“
Unterstützt von Cap Anamur reiste sie noch im gleichen Jahr nach Hargeisa an der Grenze zum Ogaden in Somalia, wo sie als Ärztin aktiv wurde. 1987 folgte ein weiterer Einsatz in Manila und 1989 führte sie für die Ärzte für die Dritte Welt eine Impfaktion gegen Tuberkulose, Diphtherie, Tetanus, Keuchhusten und Polio in Mindanao (Philippinen) durch. 1991 plante sie einen sechswöchigen Einsatz in Kalkutta, musste die Reise jedoch wegen einer plötzlichen Lungenembolie absagen. 1999 versorgte sie Kosovo-Flüchtlinge in Mazedonien und 2000 war sie, nachdem sie ihre Praxis geschlossen hatte, im Kosovo für vier Monate an einer weiteren Hilfsaktion von Cap Anamur beteiligt.
2001 wurde sie für ihre humanitäre Arbeit mit dem Göttinger Friedenspreis ausgezeichnet, die Laudatio hielt Rupert Neudeck von der Organisation Cap Anamur und der Preis wurde von Ernst Kuper vom Zentrum Europa- und Nordamerikastudien (ZENS) der Universität Göttingen überreicht. Den Preis, der mit 10.000 DM dotiert war, gab sie zu einem Drittel an die Ärzte für die Dritte Welt, zu einem Drittel an die Gesellschaft für bedrohte Völker mit Sitz in Göttingen und zu einem Drittel an ihre Enkelinnen zur Weiterleitung an einen Kindergarten in Nordtansania.
Elisabeth Niemann hatte drei Töchter; sie starb im Juni 2018.

## Belege
1. 1 2 3  Traueranzeige Elisabeth Niemann; abgerufen am 25. Dezember 2019.
2. 1 2 3 4 5 6  Rede der Preisträgerin Dr. med. Elisabeth Niemann zur Verleihung des Göttinger Friedenspreises, 2001.
3. 1 2  Marietta Fuhrmann-Koch: Göttinger Friedenspreis der Stiftung Dr. Roland Röhl verliehen. Pressemitteilung der Georg-August-Universität Göttingen, 3. September 2001; abgerufen am 25. Dezember 2019.
4. ↑  Dr. Elisabeth Niemann auf der Website des Göttinger Friedenspreises; abgerufen am 25. Dezember 2019.